# بول مانافورت
بول مانافورت (بالإنجليزية: Paul John Manafort Jr.)‏ (مواليد 1 أبريل 1949) هو مستشار سياسي ومحامي أمريكي. انضم لفريق حملة دونالد ترامب الرئاسية في مارس 2016. وكان رئيس الحملة من يونيو إلى أغسطس 2016. في 21 أغسطس 2016، أدين بتهم تزوير ضريبي ومصرفي.
تعهد بالتعاون مع تحقيق المستشار الخاص في 14 سبتمبر 2018، هذا التحقيق المتعلق بالتدخل الروسي في انتخابات الرئاسة الأمريكية 2016.

## استشهادات
1. 1 2 3   http://www.presidency.ucsb.edu/ws/?pid=43806. {{استشهاد ويب}}: |url= بحاجة لعنوان (مساعدة) والوسيط |title= غير موجود أو فارغ (من ويكي بيانات) (مساعدة)
2. ↑  "بول مانافورت المدير السابق لحملة دونالد ترامب يتعهد بالتعاون مع التحقيق في مزاعم تدخل روسيا في الانتخابات الأمريكية". 14 سبتمبر 2018. مؤرشف من الأصل في 2019-03-22. اطلع عليه بتاريخ 2018-09-14.